# 佩德羅·帕布羅·赫南德斯
佩德羅·帕布羅·赫南德斯（西班牙語：Pedro Pablo Hernández；1986年10月24日—）是一位智利足球運動員。在場上的位置是攻擊型中場。現效力於阿根廷甲組足球聯賽獨立隊，他曾效力於西甲球隊維戈塞爾塔。他是在2014年6月26日轉會維戈塞爾塔的，轉會金是160萬歐元。